# Macromitrium ancistrophyllum
Macromitrium ancistrophyllum är en bladmossart som beskrevs av Cardot in Grandidier 1915. Macromitrium ancistrophyllum ingår i släktet Macromitrium och familjen Orthotrichaceae. Inga underarter finns listade i Catalogue of Life.